# Iglesia de Santo Domingo (Módena)
La iglesia de Santo Domingo de Módena es una iglesia del siglo XVIII situada en la ciudad de Módena. 

## Historia
El origen de la iglesia se encuentra en la fundación, en 1234, de una iglesia anterior por el propio Santo Domingo. En esta iglesia se estableció una comunidad de la Orden de Predicadores. Posteriormente, la iglesia fue reconstruida en el siglo XIV. Esta iglesia contaba con una orientación litúrgica este-oeste. En 1598 con el establecimiento en Módena de los duques de Ferrara, luego de Módena, el templo se convierte en iglesia de corte. En el momento de la reconstrucción del palacio ducal de Módena, la orientación se considera inadecuada y se decide realizar una nueva construcción con orientación norte-sur, en el gusto de la época. Las obras, con proyecto del arquitecto Giuseppe Torri, se iniciaron en 1708, finalizándose en 1731. Hasta 1860 era parroquia de corte y desde 1855 hasta 1859 fue la iglesia de la orden del Águila Estense.
Actualmente se encuentra asignada a los padres paulinos.

## Descripción
La iglesia cuenta con una planta de cruz griega, con su brazo norte de mayor tamaño, albergando en este el presbiterio. El crucero de la iglesia se encuentra rematado por una cúpula elíptica, sostenida por columnas pareadas. 
Se conservan en la misma distintas obras de arte. Entre otras pueden destacarse: las estatuas de los Cuatro Evangelistas por Giuseppe Maria Mazza, en las pilastras que sostienen la cúpula; una pintura representando a San Pedro de Verona por Francesco Monti; otra representando a San Tomás de Aquino por Giovanni Bettino Cignaroli y el grupo escultórico de terracota representando Cristo en casa de Marta, de Antonio Begarelli.
En el templo se conserva el cuerpo del beato dominico Marcos de Módena.